# Wilhelm Karmann
Wilhelm Karmann (Krefeld, 14 febbraio 1874 – Osnabrück, 28 settembre 1952) è stato un imprenditore tedesco.

## Biografia
Figlio del commerciante di carbone e del costruttore di carri August Karmann compie un apprendistato come carrozziere nell'azienda dei genitori a Krefeld, che si sarebbe poi rivelata di fondamentale importanza per la sua futura carriera. Karmann era affascinato dalle possibilità della fine del XIX secolo e frequentava un corso di disegno tecnico dopo essere andato in chiesa la domenica. Sognava già di costruire automobili a motore. Tuttavia, non riuscendo a realizzare le sue idee nell'azienda dei genitori, cercò la sua strada. Come tecnico, trovò impiego in diverse aziende di costruzione di carrozze, finché nel 1899 fu assunto come direttore di reparto e di stabilimento da Heinrich Scheele a Colonia.
Karmann considerò di aver realizzato il suo sogno quando, il 1º agosto 1901, riuscì a rilevare da Minna Klages la rinomata azienda automobilistica di Osnabrück del defunto marito Christian Klages. Nel 1949 iniziò la sua collaborazione di successo con la fabbrica Volkswagen per la quale progettò una cabriolet a quattro posti, la VW Käfer Cabriolet. La prima pietra del successo mondiale della Wilhelm Karmann GmbH era stata posta.
Il 24 novembre 1908 sposò Mathilde Elsinghorst (1880-1965). Il loro unico figlio maschio Wilhelm Karmann junior, terzo di cinque figli, nacque il 4 dicembre 1914 ed entrò nell'azienda dei genitori come apprendista all'età di 19 anni. Le sue figlie si sposarono con le famiglie Battenfeld (Mathilde) e Boll (Marianne), anch'esse socie della Wilhelm Karmann KG. Gli ex azionisti dell'azienda familiare Wilhelm Karmann GmbH, fallita nel 2009, comprendevano quindi le tre linee familiari Battenfeld (30%), Boll (30%) e Karmann (40%), imparentate con il fondatore dell'azienda nella stessa linea.
Nel 1950 fu accolto nell'Ordine Equestre del Santo Sepolcro di Gerusalemme dal Cardinale Gran Maestro Nicola Canali e investito nell'Ordine Laicale Pontificio a Roma il 6 settembre 1950 insieme all'arcivescovo Lorenz Jaeger di Paderborn. Recentemente fu nominato Commendatore (ufficiale) dell'Ordine dei Cavalieri.